# Teoría estética
Teoría estética (Ästhetische Theorie en el alemán original) es el título de una obra del filósofo alemán Theodor Adorno, publicada póstumamente (en 1970) y que se compuso con una recopilación de escritos, datados entre 1961 y 1969. Además de la estética filosófica tradicional (reflexiones sobre el arte y la belleza), Adorno plantea una metodología innovadora para un estudio interdisciplinar de la materia, que incorpora elementos de la filosofía política, la sociología, la metafísica y otros campos. Realiza una revisión de la evolución histórica del arte hasta su paradójico estado actual, "semi-autónomo", dentro de la modernidad capitalista, considerando las implicaciones sociopolíticas de tal evolución. Ha sido descrita como el magnum opus de Adorno, y como uno de los más importantes textos de estética del siglo XX.

## Resumen
Adorno no sólo se preocupa del habitual concernimiento estético por la función de la belleza y lo sublime en el arte, sino de las relaciones entre arte y sociedad. Considera que la liberación que el arte moderno ha obtenido frente a las restricciones propias de periodos anteriores (que provenían de la naturaleza de sus funciones -glorificar a la divinidad o al poder-), le ha llevado a expandir su capacidad crítica e incrementar su autonomía formal. Junto a esta expandida autonomía le llega al arte una mayor responsabilidad en el uso de su capacidad de crítica social. No obstante, Adorno no considera que los contenidos abiertamente politizados sean la mayor fuerza crítica del arte: sino, más bien, propugna un tipo más abstracto de "contenido de verdad" (Wahrheitsgehalt). Al contrario que la estética idealista kantiana, la estética de Adorno localiza el "contenido de verdad" en el objeto artístico, en vez de en la percepción del sujeto. No obstante, tal contenido se ve afectado por la autoconciencia del arte de su necesaria distancia de la sociedad, perceptible en las disonancias inherentes al arte moderno. El "contenido de verdad" se encuentra en último término en la relación entre las múltiples interacciones dialécticas que emergen de la posición relativa de la obra de arte entre el sujeto y la tradición, así como en la dialéctica interna dentro de la obra misma. De forma reiterada, a lo largo del texto, se cita elogiosamente a Samuel Beckett, a quien la obra está dedicada.

## Construcción y mimesis
Para Adorno, la obra de arte es el resultado de una construcción racional que combina armoniosamente el "material" individual (sonidos, palabras, colores, madera, metal, etc.) en una sola unidad. Aunque está diseñada apropiadamente, la obra de arte aparece en el resultado como si fuera generada por la naturaleza, porque la facultad formativa -como pre-sensualidad o como reflejo de las criaturas- pertenece a la "naturaleza en el sujeto" (Immanuel Kant). La construcción solo puede tener éxito si imita los impulsos sensoriales subyacentes (el sujeto y el material). La noción de mimesis es fundamental para la estética de Adorno. Como enfatizó Ruth Sonderegger, Adorno enfatiza el término no tanto como el aspecto de la imitación sino como el aspecto de hacerse a uno mismo; lo importante para él es la interacción de la construcción y la mimesis, que hace que la obra de arte lograda parezca armoniosa.

## Verdad y apariencia
Albrecht Wellmer según Adorno une la verdad del arte a la concreción de voz de las obras de arte individuales que son verdad "en tanto que la realidad como no conciliada, antagónica, desgarra al espectador", pero - debido a que sintetizan el Split - "la luz de la reconciliación " En palabras de Adorno: "Paradójicamente, [el arte] tiene que dar testimonio de lo irreconciliable y, sin embargo, tiende a reconciliarse; esto solo es posible en su lenguaje no discursivo "(AT 251). La antinomia del arte, por lo tanto, es que articula estéticamente la negación del significado. En Adorno ve su apariencia estética, a saber, "que no pueden escapar a la sugerencia de sentido en medio del sentido" (EN 232). El momento de su mentira está en una realidad no reconciliada, ya que ella solo puede simbolizar la reconciliación. Pero con la esperanza de la verdadera reconciliación debe llevar el arte esta culpa y guardar las apariencias, dice Wellmer.

## La belleza natural
Adorno dedica especial atención a la belleza natural que ha sido "reprimida" en filosofía desde Schelling. El arte no imitaría la naturaleza, sino la belleza natural (ÄT 112). Albrecht Wellmer señala:
   "Con la belleza natural, Adorno ve el cifrado de un ser aún no reconciliado [...]. La obra de arte como una imitación de la belleza natural es, una imagen tan elocuente, liberada de su mutismo, una naturaleza redimida, así como la imagen de una humanidad reconciliada ".

## Reconciliación con lo sublime
Cómo a la belleza natural Adorno ha rehabilitado también la categoría de lo sublime en el arte moderno, a partir de la experiencia de la "Autoconciencia del hombre de su naturaleza" (GS 7: 295). Lo que Adorno significa con respecto al sujeto como una posible comunión de la mente con la naturaleza, lo articula para el arte como un desapego de lo bello a través de lo sublime.
La importancia de lo sublime para Adorno en la construcción filosófica del arte es evaluada de manera diferente por Wolfgang Welsch y Albrecht Wellmer. Welsch cree que lo sublime es un "dispositivo explosivo dentro de la Teoría Estética", porque Adorno con la "intransigencia constitutiva" (GS 7: 283) se refiere a la técnica. El argumento de Welsch sigue el movimiento dialéctico del pensamiento de Adorno de dos maneras. Primero, muestra cómo Adorno transforma el concepto tradicional de lo sublime de Kant de una manera característica con la negación. Según Kant, lo sublime es solamente la descripción de la naturaleza externa de gran alcance. En el arte (por ejemplo en la música de Beethoven, la pintura de Caspar David Friedrich y la poesía de Baudelaire) se logra la belleza a través de lo sublime. Finalmente, Adorno transforma lo sublime en una categoría de experiencia de "autoconciencia del hombre de su naturaleza" (OT 295). Durante sus reflexiones Adorno situó la reconciliación ideal en la síntesis del trabajo mimético y la construcción de un arte cada vez más sublime como "adopción de un noble gesto con respecto al material" y como "coherente con sus propias tendencias." De esto se deriva el "giro a lo frágil y fragmentario" de las obras de arte, que Adorno comenta diciendo "que no hay obras perfectas"; por su "irreconciliableidad constitutiva", según Welsch, con la fórmula paradójica de una "reconciliación de lo irreconciliable".
En contra de Welsch, Wellmer afirma que la categoría de lo sublime de Adorno conserva su lugar dentro de la construcción filosófica reconciliadora del arte. En el arte moderno lo sublime en "está en el contexto de la estética para mantenerse firme en contra de la fuerza arrolladora de la experiencia de la negatividad".

## Doble papel del arte
Un tema recurrente es el "carácter dual del arte: el autónomo y el hecho social" (ÄT 340). Como un hecho social, una obra de arte es el producto del trabajo intelectual social y se convierte en una mercancía, al mismo tiempo que despoja al carácter de mercancía de su autonomía. Las obras de arte, según Adorno, encarnan lo opuesto a la ideología y la comodidad, representan la promesa de la felicidad y la utopía social. El arte deja que hable, "lo que esconde la ideología". La obra de arte dice la verdad sobre la sociedad en un lenguaje distinto de la teoría social crítica. Para Adorno, el arte no está relacionado con la sociedad a través de la configuración de los fenómenos sociales, sino a través de las formas y los medios de diseño. Es decir, el contenido social está en el que la sociedad y la lucha de clases afectan a la estructura de las obras, por lo que las obras de arte pueden ser entendidas como "el inconsciente de la historia de su tiempo" (EN 272). Por otro lado, las obras de arte tienen un efecto en la sociedad, no a través de una opinión manifiesta, sino a través de su "movimiento inmanente contra la sociedad" (AT 336).
Repetidamente cita la fórmula de Stendhal de la promesse du bonheur, para él una caracterización del arte que prefigura la utopía (ÄT 461). Pero: "El arte no es solo el gobernador de una práctica mejor que las reglas, sino también la crítica a la práctica como la regla de la autopreservación" (OT 26). Las obras de arte auténticas son "la historiografía inconsciente de su época" (AE 272), según la cual "el concepto crítico de la sociedad [...] es inherente". No en el contenido manifiesto sino en la estructura de las obras se expresan "luchas sociales, relaciones de clase" (ÄT 350 y 344).
Como el arte moderno ya no tiene normas vinculantes para el diseño artístico, las obras de arte deben desarrollar individualmente sus propias reglas a partir de su material y su construcción, y establecer sus propios estándares a partir de su lógica peculiar.

## Edición original y traducciones
Ästhetische Theorie fue editada por Gretel Adorno (viuda del autor) y Rolf Tiedemann. Se recopilaron escritos inacabados que Adorno había realizado entre el 4 de mayo de 1961 y el 16 de julio de 1969, correspondiendo la parte más importante al periodo entre el 25 de octubre de 1966 y el 24 de enero de 1968, al que siguió una serie de revisiones llevadas a cabo entre septiembre de 1968 y julio de 1969, semanas antes de su muerte (agosto de 1969).
Su primera traducción al inglés (1984) fue acusada de ser excesivamente libre; realizándose una nueva en 1997 (Robert Hullot-Kentor) que reproduce la parataxis del texto original.
- Adorno, Theodor W. Ästhetische Theorie (Gretel Adorno y Rolf Tiedemann, eds.) Frankfurt am Main: Suhrkamp Verlag, 1970.

- Aesthetic Theory (traducción inglesa de Christian Lenhardt), London/Boston: Routledge and Kegan Paul, 1984.
- Aesthetic Theory (traducción inglesa de Robert Hullot-Kentor), Minneapolis: University of Minnesota Press, 1997.
- Teoría estética ( traducción española de Jorge Navarro Pérez), Akal, 2004, ISBN 84-460-1670-2.